# Ronna McDaniel
Ronna Romney McDaniel (n. 19 ianuarie 1973, Austin, Texas, SUA) este o strategă politică americană care funcționează ca președinte al Comitetului Național Republican (RNC) din 2017. Membru al Partidului Republican și al familiei Romney, a fost președinte al Partidului Republican din Michigan din 2015 până în 2017.
Nepoata guvernatorului Michigan și omului de afaceri George W. Romney și nepoata senatorului american Mitt Romney, în calitate de președinte RNC, a fost cunoscută pentru strângerea sa prolifică de fonduri și sprijinul său ferm pentru președintele Donald Trump. Sub conducerea sa, RNC a difuzat reclame pentru campania lui Trump din 2020 încă din 2018, a pus pe mulți lucrători și afiliați ai campaniei Trump pe statul de plată RNC, a cheltuit fonduri considerabile la proprietățile deținute de Trump, și-a acoperit taxele legale în ancheta rusească de interferență, a găzduit Trump Fake News Awards și a criticat criticii lui Trump în cadrul Partidului Republican.